# Clistopyga caramba
Clistopyga caramba är en parasitstekel med en märkligt utformad bakkropp, som antagligen imiterar en myra. Stekeln ingår i släktet Clistopyga och familjen brokparasitsteklar. Den upptäcktes av en internationell forskargrupp från Åbo universitets djurmuseum, ledd av docent Ilari E. Sääksjärvi.
Stekeln ingår i en grupp som specialiserat sig på att parasitera på ägg i spindelvävspåsar. Honan lägger sitt ägg i påsen och larven livnär sig på spindelns ägg och ungar. Spindlarna vaktar noga sina äggpåsar, men många spindlar är rädda för myror, som äter av spindlarna. Det är möjligt att stekeln med hjälp av bakkroppens utseende kan skrämma bort spindeln och därmed få en chans att lägga sitt ägg.
Stekeln hittades i peruanska Amazonas.
Namnet "caramba" beskriver väl forskargruppens reaktioner då de fick studera stekeln under mikroskop, enligt ett pressmeddelande från universitetet.